# ВГ-44 и ВГ-45
ВГ-44 и ВГ-45 — ствольные гранатомёты, устанавливаемые на Карабин Мосина и СКС.

## Описание
Винтовочные гранатомёты ВГ-44 и ВГ-45 являются оружием ближнего боя, предназначенным для стрельбы по бронированным целям на дальностях до 150 м и по живой силе на дальностях до 200 м.
Винтовочный гранатомёт ВГ-44 надевается на дульную часть карабинов обр. 1944 г., изготовленных в 1947 г. и позже. Для метания гранат применяется специальный холостой патрон ХПС-44. ВГ-45 надевается на карабины Симонова, изготовленных начиная с 1951 г., используется патрон ХПС-45.
Стрельба производится винтовочной противотанковой гранатой кумулятивного  действия ВПГ-1 и винтовочной осколочной гранатой ВОГ-1. Также могут быть использованы осветительные и сигнальные винтовочные гранаты.